# Cassagnes (Lot)
Cassagnes is een gemeente in het Franse departement Lot (regio Occitanie) en telt 192 inwoners (1999). De plaats maakt deel uit van het arrondissement Cahors.

## Geografie
De oppervlakte van Cassagnes bedraagt 11,8 km², de bevolkingsdichtheid is 16,3 inwoners per km².
Cassagnes herbergt ook een van de fraaiste domeinen van de Lot: Fontaine de Tarrieu.
De onderstaande kaart toont de ligging van Cassagnes (Lot) met de belangrijkste infrastructuur en aangrenzende gemeenten.

## Demografie
Onderstaande figuur toont het verloop van het inwonertal (bron: INSEE-tellingen).